# Badaroux
Badaroux is een gemeente in het Franse departement Lozère (regio Occitanie). De plaats maakt deel uit van het arrondissement Mende. Badaroux telde op 1 januari 2022 960 inwoners.

## Geografie
De oppervlakte van Badaroux bedroeg op 1 januari 2022 20,72 vierkante kilometer; de bevolkingsdichtheid was toen 46,3 inwoners per km².

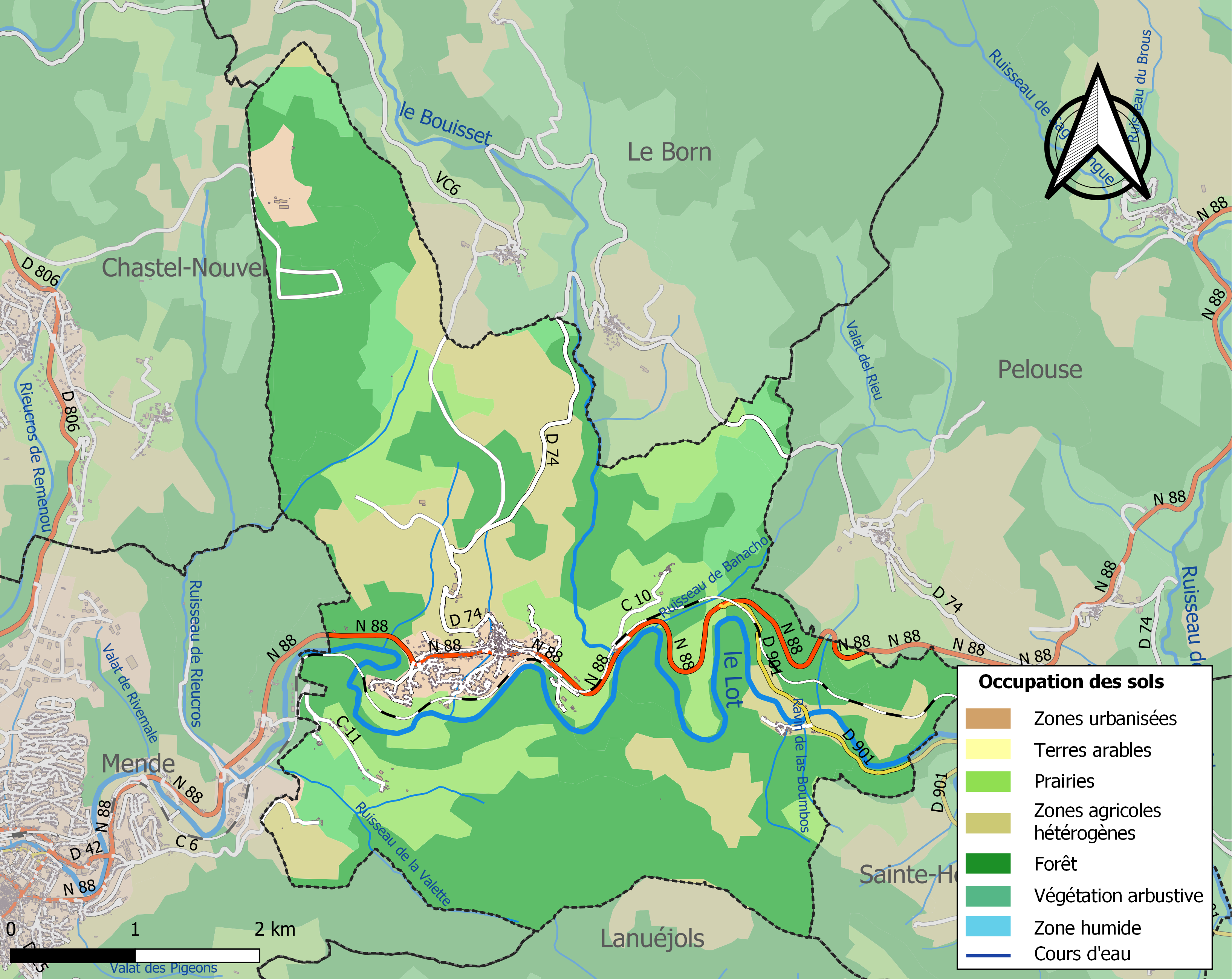
Kaart van de gemeente met de belangrijkste infrastructuur, bodemgebruik en omliggende gemeenten

## Demografie
Onderstaande figuur toont het verloop van het inwonertal (bron: INSEE-tellingen).